# Figueira Champions Classic
Figueira Champions Classic er et portugisisk endagsløb, som er blevet kørt i området omkring Figueira da Foz siden 2023. Fra starten fik det status som et 1.1 på UCI Europe Tour 2023. Den første udgave blev vundet af danske Casper Pedersen. I 2024 blev løbet en del af UCI ProSeries som 1.Pro.

## Vindere
| År   | Vinder          | Toer            | Treer               |
| ---- | --------------- | --------------- | ------------------- |
| 2023 | Casper Pedersen | Rune Herregodts | Marijn van den Berg |
| 2024 | Remco Evenepoel | Vito Braet      | Simone Velasco      |
| 2025 | António Morgado | Paul Magnier    | Mathias Vacek       |